# 문효세자
문효세자(文孝世子, 1782년 10월 13일(음력 9월 7일) ~ 1786년 6월 6일(음력 5월 11일))는 조선의 왕세자(王世子)이자 제22대 정조의 장자이며, 의빈 성씨에게서 얻은 첫아들이기도 하다. 휘는 양(㬀), 시호는 문효(文孝)이다. 제23대 순조의 이복 형이다.
대한제국 수립 후 태자로 추증되었다. 첫 시호는 온효(溫孝)였다가 뒤에 문효로 개칭되었다.

## 생애
1782년 음력 9월 7일 새벽, 정조와 의빈 성씨의 아들로 태어났는데, 조선 제 22대 임금인 정조의 서자이지만 장남으로 태어났다. 문효세자가 태어났을 당시 정조는 매우 기뻐했다. 수빈 박씨에게서 태어나는 순조의 이복 서형이 된다.
| “ | 비로소 아비라는 소리를 듣게 되었으니, 이것이 다행스럽다. | ” |
|   | — 정조, 《정조실록》                                     |   |

아들이 없던 정조는 아들의 탄생을 소원하였고 따라서 원자(元子)로 봉하고 그가 3살(22개월 만 1세) 때 바로 왕세자(王世子)로 책봉했던 것이다.
그러나 문효세자는 1786년 6월 6일(음력 5월 11일) 미시(未時)에 5세의 나이에 홍역으로 창경궁(昌慶宮) 자경전(慈慶殿) 동쪽 행각에서 갑자기 훙서하였다.

## 문효세자 태실
아기비 앞면 : 건륭 47년생 9월 초7일 인시생 원자아기씨 태실 (乾隆四十七年九月初七日寅時生元子阿只氏胎室)
아기비 뒷면 : 건륭 48년생 9월 초6일 립 (乾隆四十八年九月初六日立)
태지석 앞면 : 임인년 9월 초7일 인시 생/원자아기씨 태 (壬寅年九月初七日寅時 生/元子阿只氏胎)
태지석 뒷면 : 건륭 48년 9월 초6일생 오시(午時) 장 (乾隆四十八年九月初六日午時藏)

왕실 자녀의 태를 봉안한 곳을 태실이라고 한다. 1783년(정조 7년) 문효세자의 태를 봉안하였다. 용문사 대장전 뒷산 두운암 근처 50m 거리에 봉안하였다. 태실은 일제강점기 때 이왕직에서 그 내부를 수거해 가고 비석만 남아 있다. 다소 파괴된 것을 1977년에 복원하였다. 경북 예천군 용문사길 285-30번지 용문면 내지리 산 81에 위치하고 있다. 예천은 정조의 아버지 사도세자 태실이 있어서 정조와 깊은 연관을 맺고 있는 지역이다.

## 사후
1786년(정조 10) 5월 14일 시호를 의논하여 온효(溫孝)라고 하였다가 뒤에 개정하였다.
| “ | 꿈인가, 참인가, 꿈이라 하여 반드시 꿈도 아닐 것이고 참이라 하여 반드시 참도 아닐 것이다. | ” |
|   | — 정조, 《어제문효세자효창묘신도비》                                                     |   |

1786년(정조 10) 5월 22일 문효(文孝)로 개정하였다. 연암 박지원이 <문효세자진향문>을 썼고, 몽오 김종수가 <문효세자지문>을 썼다. 정조 대의 문신 이성원이 쓴 시문집 《조은집》에 <문효세자만장>이 수록되어 있다. 현재 연세대학교 도서관에 있다.
그의 사당 문희묘가 경모궁 남쪽 담장 건너편에 세워졌다가, 그 어머니인 의빈 성씨의 묘(廟, 사당) 근처로 옮기는 것이 정리상 좋겠다는 건의로, 영건 및 신위가 옮겨졌다. 그의 사당은 1870년(고종 7) 1월 한성부 안국방(安國坊)에서 창의궁 궁내 의소묘 안에 있는 별묘(別廟)에 옮겨지고 1900년 의소묘와 함께 한성부 남부 훈도방(薰陶坊) 앞 있는 영희전(永禧殿)에 옮겨졌다. 1908년 7월 의소묘와 문희묘의 신위를 매장하면서 같이 철폐되었다.

## 효창원
문효세자의 무덤. 서울 용산구 효창동(孝昌洞)에 생모 의빈 성씨의 무덤과 함께 있었으나, 일제강점기에 경기도 고양시 덕양구 원당동으로 강제이장되었다. 때문에 현재는 의령원(의소세자의 무덤)과 함께 있다. 효창원의 옛 터는 현재 효창공원 자리이다.

## 문효세자 관련 궁중행사도
18세기 이후에는 왕세자로 책봉되는 장면이나 왕세자의 교육과 관련된 동궁의례를 사실적으로 그리는 행사도 제작이 활기를 띠었다. '문효세자책례계병'이나, 효명세자의 성균관 입학 의식을 그린 '왕세자입학도첩' 등이 대표적인 예.
정조는 왕세자의 통과의례를 궁중행사도로 남겼다. 《문효세자책례계병(文孝世子冊禮契屛)》(1784)과 《문효세자보양청계병(文孝世子輔養廳契屛)》(1784) 은 왕세자 책봉례와 보양관 상견례를 그린 병풍이다. 원자가 왕세자로 책봉되는 의례인 책례를 기념하여 병풍을 제작한 경우가 이 전 후 에도 있었지만 책례 장면 주제로 삼은 것은 이 병풍이 유일하다. 《진하도(陳賀圖)》(1783)와 《을사친정계병(乙巳親政契屛)》(1785)은 문효세자 탄생을 기념하여 왕실 어른에게 존호를 올린 의례와 세자궁인 중희당에서 펼쳐진 친림 도목정사[親政]를 그렸다는 점에서 간접적으로 문효세자와 관련되어 있다. 현존하는 정조시대 행사도 병풍은 《화성원행도병》을 제외한 4점이 모두 문효세자와 직·간접적인 관계를 가지고 있다. 후에 왕세자두후평복진하도병(1879)이 문효세자책례계병을 참고하여 제작하였다고 한다.

## 관련 장소

### 승가사
정조와 의빈 성씨의 장남인 문효세자의 세자 책봉 때, 청나라 황실은 문효세자의 장수를 기원하는 미얀마산 옥불을 선물했다고 한다. 정조는 이 옥불을 보관하기 위해 승가사를 중건했으나 오늘날 그 옥불은 어디에 있는지 알 수 없다.

### 거둥고개
정조는 문효세자와 의빈 성씨의 묘에 몇 번이나 거둥(왕의 행차)하였고, 이 때문에 오늘날 용산구 효창동에 있는 고개의 이름이 거둥고개라는 이름을 갖게 되었다.

### 홍예동
마포구 신공덕동에 있던 마을로서, 지금은 효창공원이 된 정조의 맏아들 문효세자와 그의 생모인 의빈 성씨의 묘소인 효창원으로 가는 길목에 있던 마을 이름이었다. 효창원의 봉분을 멀리서 보면 홍예(무지개)처럼 보이기 때문에 홍예분(紅霓墳)이라고도 하였다.

## 가족 관계
왕가(王家 : 전주 이씨)
- 조부 : 추존 장조의황제(莊祖懿皇帝, 1735 ~ 1762)
- 조모 : 추존 헌경의황후 풍산 홍씨(獻敬懿皇后 洪氏, 1735 ~ 1815)
  - 아버지 : 제22대 정조선황제(正祖宣皇帝, 1752 ~ 1800)
  - 어머니 : 효의선황후 청풍 김씨(孝懿宣皇后 金氏, 1753 ~ 1821)
- 외조부 : 증 찬성 성윤우(贈 贊成 成胤祐, 1709 ~ 1769)
- 외조모 : 증 정경부인 부안 임씨(贈 貞敬夫人 扶安 林氏, 1722 ~ 1756)[22]
  - 생모 : 의빈 성씨(宜嬪 成氏, 1753 ~ 1786)
    - 동생 : 옹주(翁主, 1784 ~ 1784)
    - 동생 : 복중 사망(1786 ~ 1786)

## 문효세자가 등장한 작품
| 연도          | 장르       | 제목                 | 역할     | 배우   |
| ------------- | ---------- | -------------------- | -------- | ------ |
| 2017년        | 로맨스소설 | 《옷소매 붉은 끝동》 | 문효세자 |        |
| 2017년        | 로맨스소설 | 《우아한 환생》      | 문효세자 |        |
| 2011년        | 소설       | 《문효》             | 이종운   |        |
| 2007년~2008년 | 드라마소설 | 《이산 정조대왕》    | 문효세자 |        |
| 2007년~2008년 | MBC 드라마 | 《이산》             | 문효세자 | 차재돌 |
| 2005년        | 로맨스소설 | 《비단속옷》         | 문효세자 |        |

## 같이 보기
- 정조
- 의빈 성씨
- 순조
- 진종
- 의소세자
- 사도세자